# US Open 1984 (tennis)
De 104e editie van het Amerikaanse grandslamtoernooi, het US Open 1984, werd gehouden van dinsdag 28 augustus tot en met zondag 9 september 1984. Voor de vrouwen was het de 98e editie. Het toernooi werd gespeeld op het terrein van het USTA Billie Jean King National Tennis Center, gelegen in Flushing Meadows in het stadsdeel Queens in New York.

## Belangrijkste uitslagen
Mannenenkelspel

Finale: John McEnroe (VS) won van Ivan Lendl (Tsjecho-Slowakije) met 6-3, 6-4, 6-1
Vrouwenenkelspel

Finale: Martina Navrátilová (VS) won van Chris Evert-Lloyd (VS) met 4-6, 6-4, 6-4
Mannendubbelspel

Finale: John Fitzgerald (Australië) en Tomáš Šmíd (Tsjecho-Slowakije) wonnen van Stefan Edberg (Zweden) en Anders Järryd (Zweden) met 7-6, 6-3, 6-3
Vrouwendubbelspel

Finale: Martina Navrátilová (VS) en Pam Shriver (VS) wonnen van Anne Hobbs (VK) en Wendy Turnbull (Australië) met 6-2, 6-4
Gemengd dubbelspel

Finale: Manuela Maleeva (Bulgarije) en Tom Gullikson (VS) wonnen van Elizabeth Sayers (Australië) en John Fitzgerald (Australië) met 2-6, 7-5, 6-4
Meisjesenkelspel

Finale: Katerina Maleeva (Bulgarije) won van Niurka Sodupe (VS) met 6-1, 6-2
Meisjesdubbelspel

Finale: Mercedes Paz (Argentinië) en Gabriela Sabatini (Argentinië) wonnen van Stephanie London (VS) en Cammy MacGregor (VS) met 6-4, 3-6, 6-2
Jongensenkelspel

Finale: Mark Kratzmann (Australië) won van Boris Becker (West-Duitsland) met 6-3, 7-6
Jongensdubbelspel

Finale: Leonardo Lavalle (Mexico) en Mihnea-Ion Năstase (Roemenië) wonnen van Agustín Moreno (Mexico) en Jaime Yzaga (Peru) met 7-6, 1-6, 6-1
1881 · 1882 · 1883 · 1884 · 1885 · 1886 · 1887 · 1888 · 1889 · 1890 · 1891 · 1892 · 1893 · 1894 · 1895 · 1896 · 1897 · 1898 · 1899 · 1900 · 1901 · 1902 · 1903 · 1904 · 1905 · 1906 · 1907 · 1908 · 1909 · 1910 · 1911 · 1912 · 1913 · 1914 · 1915 · 1916 · 1917 · 1918 · 1919 · 1920 · 1921 · 1922 · 1923 · 1924 · 1925 · 1926 · 1927 · 1928 · 1929 · 1930 · 1931 · 1932 · 1933 · 1934 · 1935 · 1936 · 1937 · 1938 · 1939 · 1940 · 1941 · 1942 · 1943 · 1944 · 1945 · 1946 · 1947 · 1948 · 1949 · 1950 · 1951 · 1952 · 1953 · 1954 · 1955 · 1956 · 1957 · 1958 · 1959 · 1960 · 1961 · 1962 · 1963 · 1964 · 1965 · 1966 · 1967
↓ open tijdperk ↓
1968 (m-v-md-vd-gd) ·
1969 (m-v-md-vd-gd) ·
1970 (m-v-md-vd-gd) ·
1971 (m-v-md-vd-gd) ·
1972 (m-v-md-vd-gd) ·
1973 (m-v-md-vd-gd) ·
1974 (m-v-md-vd-gd) ·
1975 (m-v-md-vd-gd) ·
1976 (m-v-md-vd-gd) ·
1977 (m-v-md-vd-gd) ·
1978 (m-v-md-vd-gd) ·
1979 (m-v-md-vd-gd) ·
1980 (m-v-md-vd-gd) ·
1981 (m-v-md-vd-gd) ·
1982 (m-v-md-vd-gd) ·
1983 (m-v-md-vd-gd) ·
1984 (m-v-md-vd-gd) ·
1985 (m-v-md-vd-gd) ·
1986 (m-v-md-vd-gd) ·
1987 (m-v-md-vd-gd) ·
1988 (m-v-md-vd-gd) ·
1989 (m-v-md-vd-gd) ·
1990 (m-v-md-vd-gd) ·
1991 (m-v-md-vd-gd) ·
1992 (m-v-md-vd-gd) ·
1993 (m-v-md-vd-gd) ·
1994 (m-v-md-vd-gd) ·
1995 (m-v-md-vd-gd) ·
1996 (m-v-md-vd-gd) ·
1997 (m-v-md-vd-gd) ·
1998 (m-v-md-vd-gd) ·
1999 (m-v-md-vd-gd) ·
2000 (m-v-md-vd-gd) ·
2001 (m-v-md-vd-gd) ·
2002 (m-v-md-vd-gd) ·
2003 (m-v-md-vd-gd) ·
2004 (m-v-md-vd-gd) ·
2005 (m-v-md-vd-gd) ·
2006 (m-v-md-vd-gd) ·
2007 (m-v-md-vd-gd) ·
2008 (m-v-md-vd-gd) ·
2009 (m-v-md-vd-gd) ·
2010 (m-v-md-vd-gd) ·
2011 (m-v-md-vd-gd) ·
2012 (m-v-md-vd-gd) ·
2013 (m-v-md-vd-gd) ·
2014 (m-v-md-vd-gd) ·
2015 (m-v-md-vd-gd) ·
2016 (m-v-md-vd-gd) ·
2017 (m-v-md-vd-gd) ·
2018 (m-v-md-vd-gd) ·
2019 (m-v-md-vd-gd) ·
2020 (m-v-md-vd) ·
2021 (m-v-md-vd-gd) ·
2022 (m-v-md-vd-gd) ·
2023 (m-v-md-vd-gd)  ·
2024 (m-v-md-vd-gd)
Lijst van US Openwinnaars